# Clan Lo Russo
Il clan Lo Russo è un sodalizio camorristico operante prevalentemente sul territorio della città di Napoli, con forti interessi nella zona di Miano. Come base avevano il Rione San Gaetano.

## Storia
Alla fine degli anni settanta la famiglia de i Capitoni, al secolo Lo Russo, entra sulla scena della criminalità organizzata napoletana. I tre fratelli Salvatore, Vincenzo e Giuseppe sono gli artefici del sodalizio criminale, che nella guerra degli anni ottanta tra Nuova Famiglia e Nuova Camorra Organizzata si schierano contro il cartello del Professore Raffaele Cutolo. Finita la guerra i Capitoni aderiscono al nuovo patto tra famiglie che prende il nome di Alleanza di Secondigliano. Inoltre, durante la faida di Scampia il clan ha cercato di mediare i rapporti tra i Di Lauro e gli Scissionisti. Non c'è solo la parte a nord di Napoli nel mirino del clan che, nel tentativo di estendere la propria egemonia sul quartiere Sanità, ha spalleggiato Salvatore Torino in un tentativo di scissione dai Misso.

### Arresti
Nell'agosto del 2007 uno dei fratelli, Salvatore, è stato arrestato dai carabiniericon le accuse di associazione a delinquere di stampo camorristico e altri reati.
Nel 2010 Salvatore Lo Russo ha iniziato a collaborare con la giustizia.
Il 15 aprile 2014, il nuovo capo Antonio Lo Russo (figlio del boss Salvatore) e suo cugino Carlo Lo Russo sono stati arrestati dagli agenti del francese Sezione Ricerca (National Gendarmeria) e dai Carabinieri di Napoli mentre stavano risalendo in auto dopo esser stati tranquillamente in un bar di Nizza (Francia).
A gennaio 2020 è stato arrestato un agente della Polizia Penitenziaria, accusato di avere portato all'esterno del carcere i pizzini di Antonio Lo Russo nel 2014.

### La fine
Secondo gli inquirenti, l’ultimo Lo Russo a comandare la potente organizzazione è stato Carlo Lo Russo. Dopo l'arresto e il pentimento del boss nel 2016, il clan si è spaccato.
Nel febbraio 2020,  sono stati arrestati 32 esponenti del gruppo di “Miano di sotto”, “Abbascio Miano”, il nuovo clan emergente coinvolto nello scontro per la successione dopo la disgregazione dello storico clan dei Capitoni.